# محمدرضا پورشجری
محمدرضا پورشجری(۱۳۴۲–۱۴۰۰) با نام مستعار سیامک مهر، وبلاگ‌نویس است که در سال ۱۳۸۹ به دلیل درج اندیشه وعقاید خود در وبلاگ شخصی‌اش، از طرف دستگاه قضایی جمهوری اسلامی ایران با اتهام «اقدام علیه امنیت ملی»، «توهین به مقدسات» و «توهین به رهبر» به چهارسال زندان محکوم شده‌است.
آقای پورشجری در برخی نوشته‌های خود در وبلاگ «گزارش به خاک ایران»، به نقد شریعت اسلامی پرداخته‌است.

## دستگیری دوباره
او در یکی از شهرهای مرزی توسط چهار مامورمسلح اطلاعات و با تهدید تیراندازی، دستگیر و ابتدا به مدت ۱۴ روز در انفرادی اطلاعات ارومیه و تحت بازجویی‌های طولانی مدت و شکنجه‌های روحی و با دست بند و پا بند و چشم‌بند قرار گرفته‌است، و در این مدت بارها توسط بازجوی خود به اعدام تهدید شده‌است و بازجو خاطرنشان کرده که «با دادگاه انقلاب تهران هماهنگ خواهیم کرد برای قطعی شدن حکم اعدام» و اگر می‌توانست بدون هماهنگی با واحد کرج همان‌جا در ارومیه حکم اعدام را به پدرم تأیید می‌کرد.

## خروج از کشور
محمدرضا پورشجری وبلاگ‌نویس منتقد حکومت ایران که پس از گذراندن ۵ سال از دوره حبس خود برای تبعید به استان یزد منتقل شده بود، روز جمعه ۱۳ فروردین ماه سال ۱۳۹۵ از کشور خارج شد. پیش‌تر دختر این زندانی سیاسی در گفت‌وگو با خبرنگار سحام‌نیوز اعلام کرده بود که پدرش را با ماشین «حمل چهارپایان» به تبعید برده‌اند.
او در ۴ آذر ماه ۱۴۰۰ در شهر یالوا ترکیه بر اثر بیماری کرونا فوت کرد.